# Kölönte Béla
Kölönte Béla (Csíkrákos, 1883. október 9. – Győr, 1934. február 15.) magyar helytörténész, író.

## Életútja
Középiskolát a nagyszebeni Theresianum intézetben végzett, a Ferenc József Tudományegyetemen történelem-földrajz szakos tanári diplomát szerzett (1907). Mint a gyergyószentmiklósi főgimnázium tanára írta meg Gyergyó története a kialakulástól a határőrség szervezéséig (Gyergyószentmiklós, 1910) c. munkáját, melyben az alcímnek (...tekintettel a nemzetiségi kérdésre) megfelelően a székely törzsanyag mellett az örmény és román lakosság múltjával is foglalkozott. Másik önálló munkája a Székely nagyjaink (Gyergyószentmiklós 1924).